# Wijnjeterper Schar
Wijnjeterper Schar is een Natura 2000-gebied (gebiedsnummer 16) in de Nederlandse provincie Friesland. Het gebied in de gemeente Opsterland ligt ten noorden van Wijnjewoude en ten zuiden van het Ouddiep (Alddjip).
Enkele soorten die voorkomen in het gebied:
- Blauwgrasland
- Grote modderkruiper
- Kleine modderkruiper

## Fotogalerij

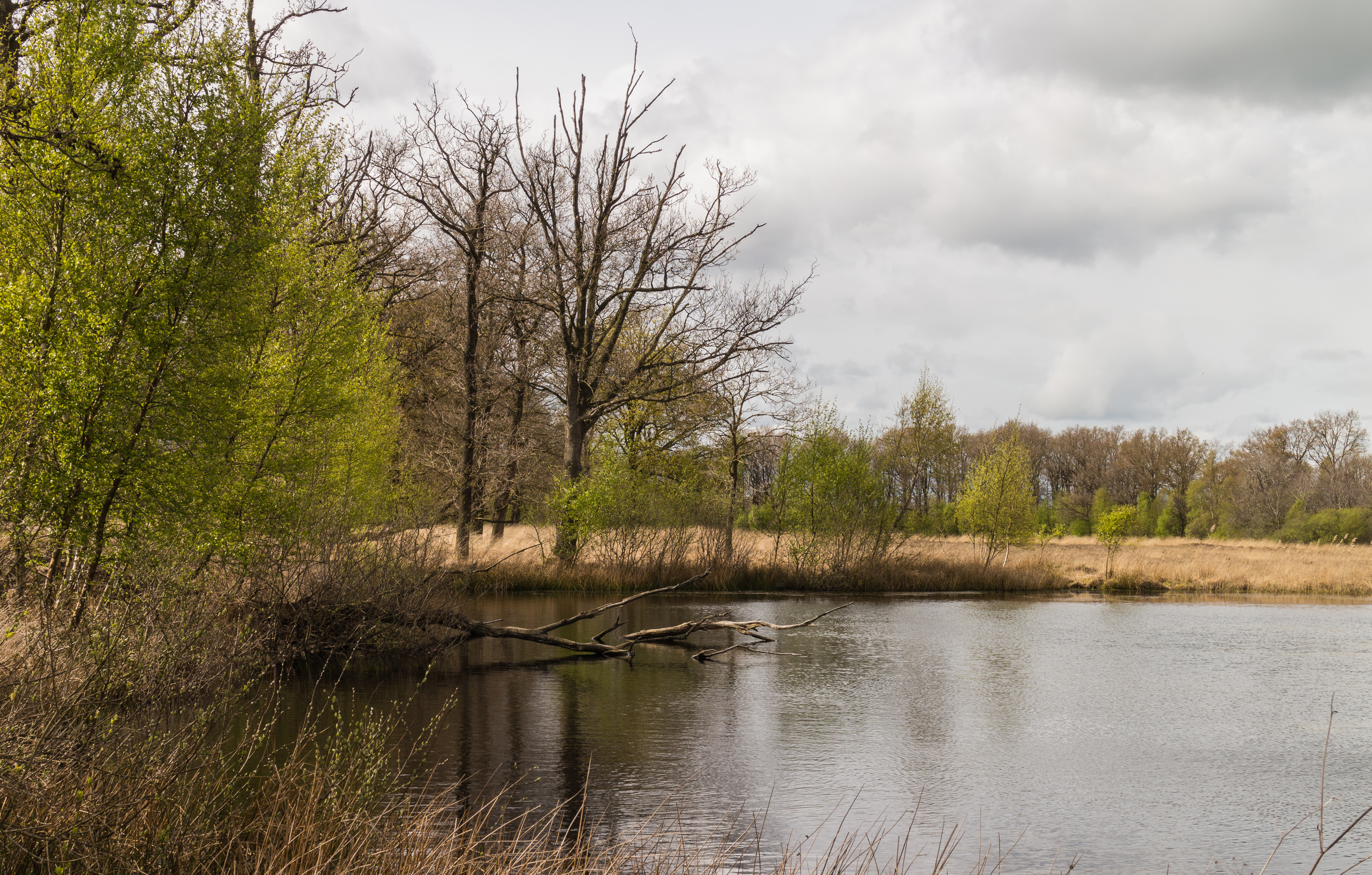
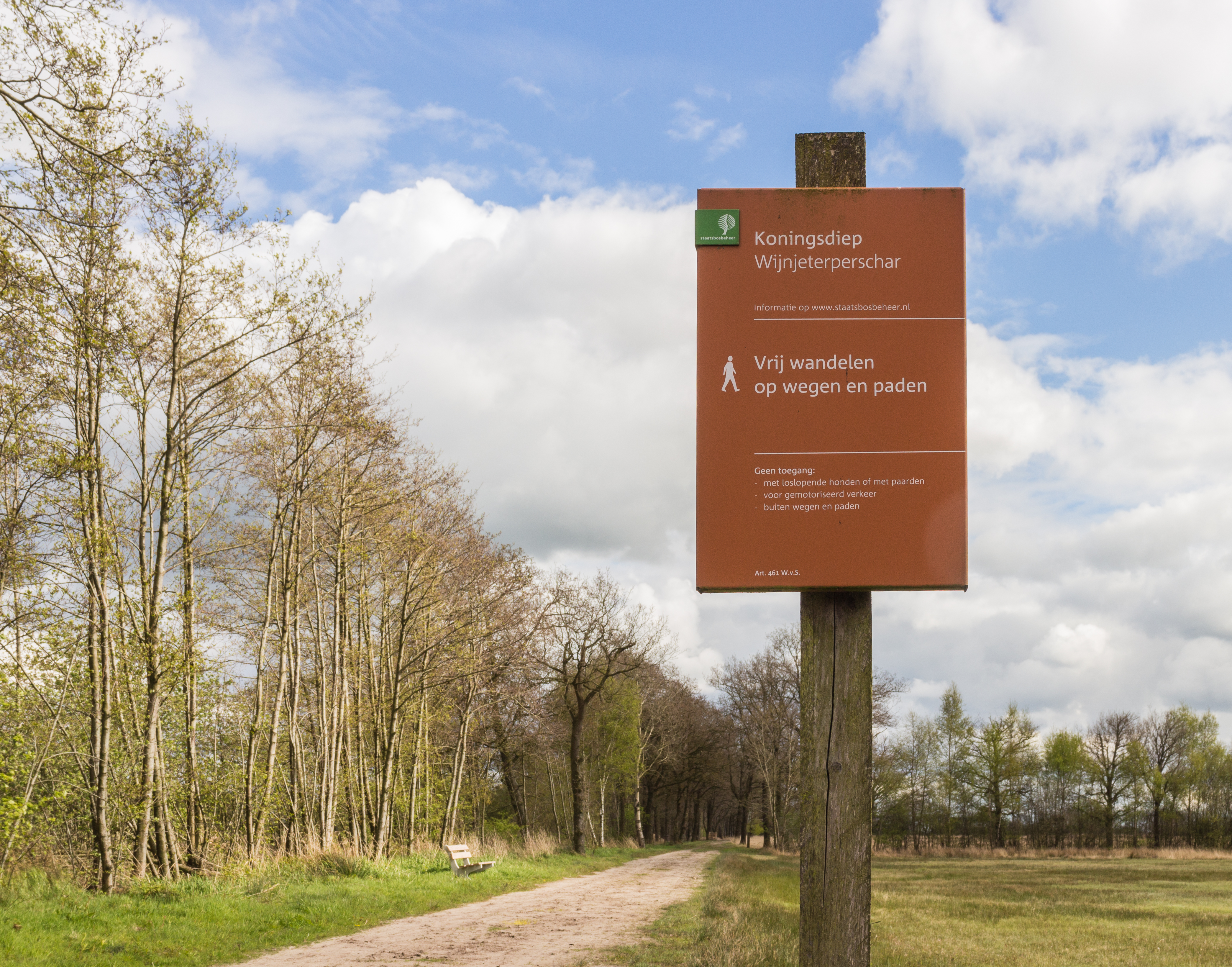
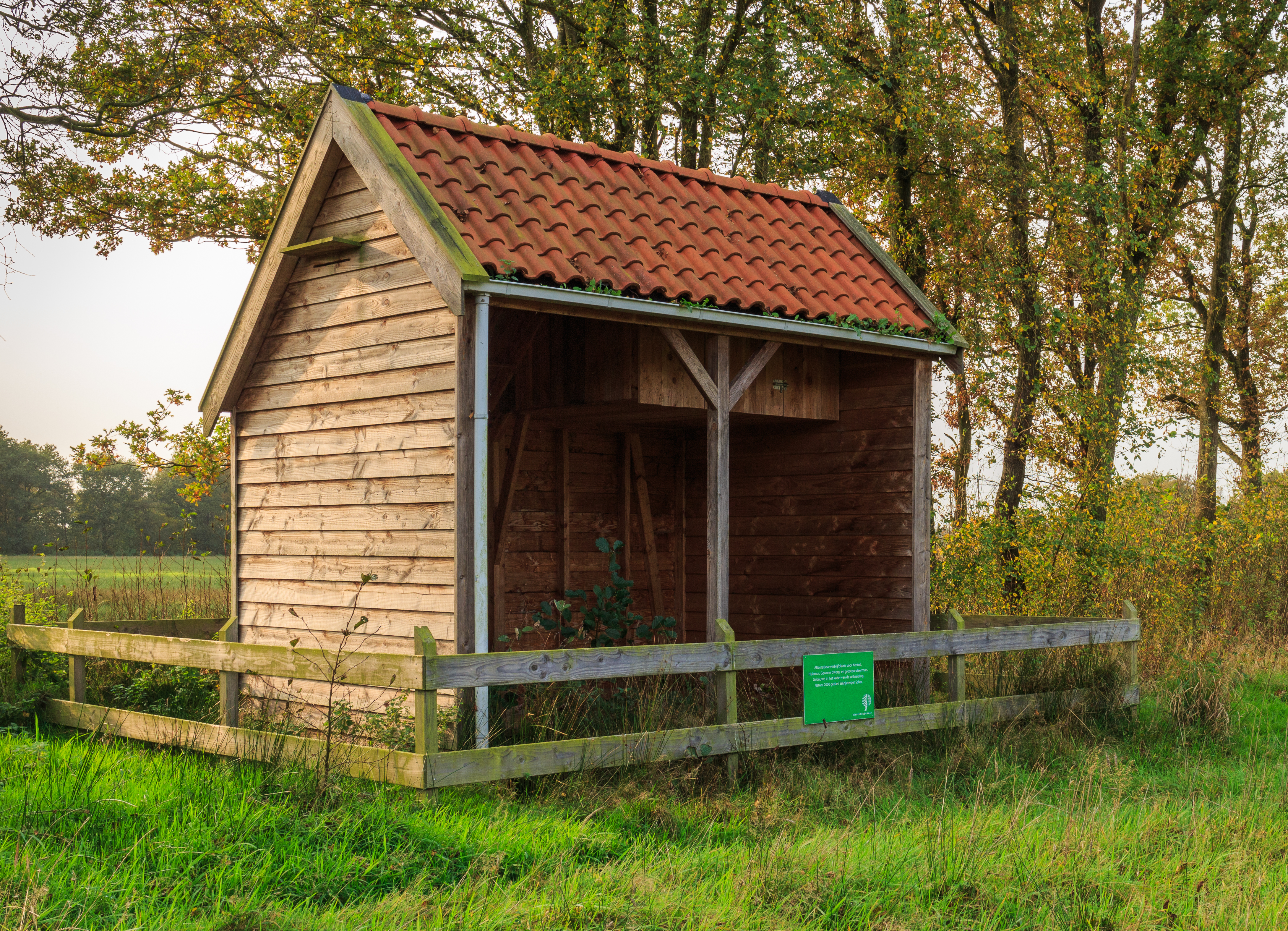